# Jean Marais

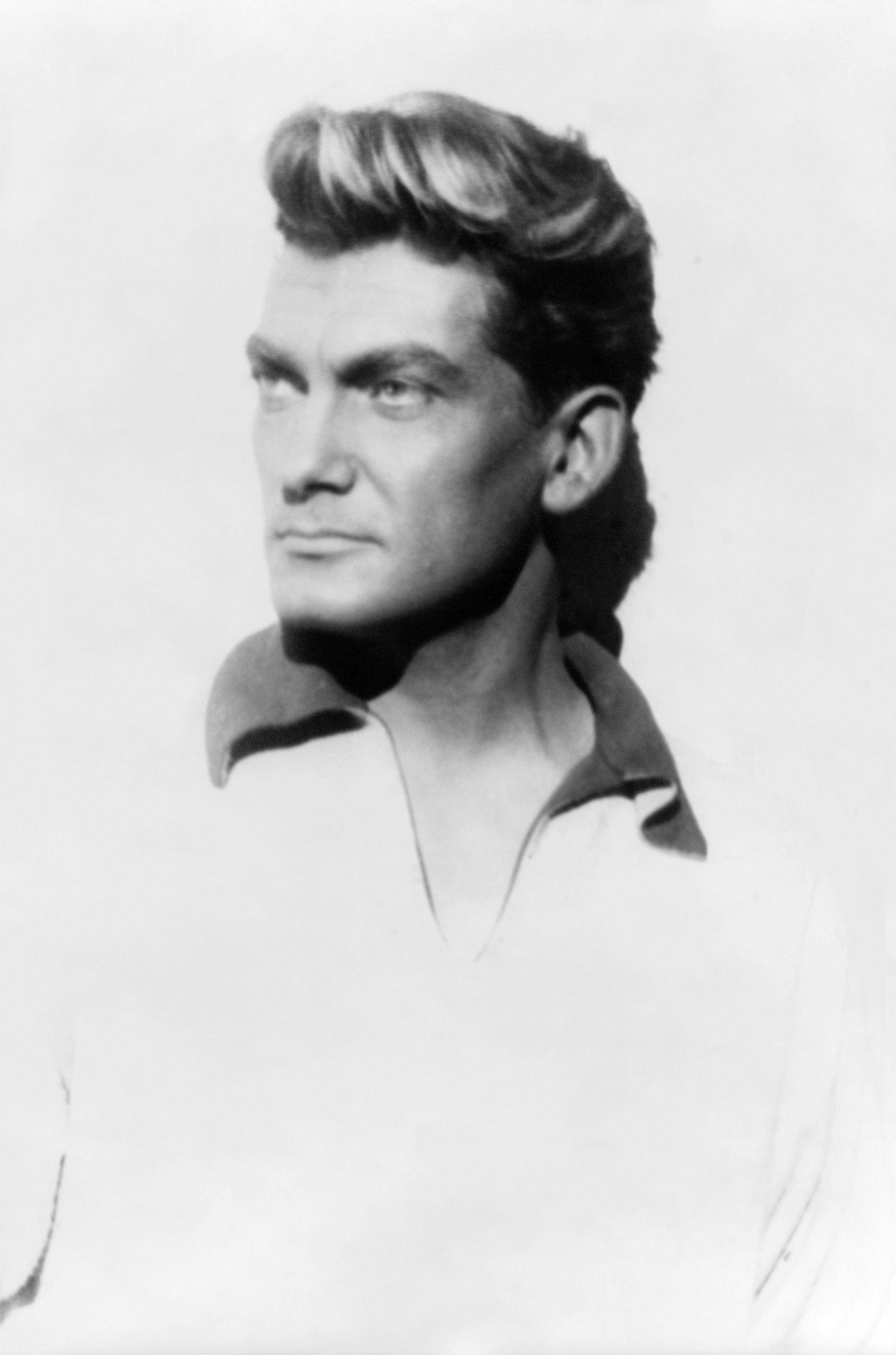
Jean Marais in der Rolle des Orphée, 1949 (Fotografie von Carl Van Vechten, aus der Library of Congress)

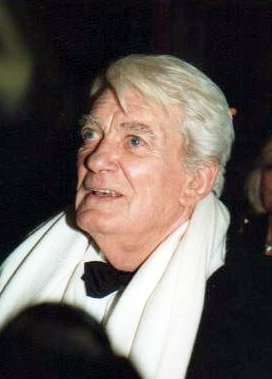
Jean Marais bei der César-Verleihung 1991

Jean Alfred Villain-Marais (* 11. Dezember 1913 in Cherbourg, Département Manche; † 8. November 1998 in Cannes, Département Alpes-Maritimes) war ein französischer Schauspieler und Bildhauer. Er zählte über mehrere Jahrzehnte zu den beliebtesten Filmstars seines Landes, vor allem durch Mantel-und-Degen-Filme. Unter Regie seines Lebensgefährten Jean Cocteau spielte er in Filmklassikern wie Es war einmal (1946) und Orpheus (1949). Große Popularität erreichte er in den 1960er-Jahren durch seine Hauptrolle in der dreiteiligen Fantomas-Filmreihe.

## Leben
Jean Marais war fünf Jahre alt, als seine Eltern sich trennten. Gemeinsam mit seinem Bruder Henri wurde er von seiner Mutter, seiner Tante und seiner Großmutter in einem großen Haus in Le Vésinet bei Paris (Boulevard de Belgique No. 60, heute No. 90) aufgezogen. Schon früh entwickelte er eine Leidenschaft für das Zeichnen und das Theaterspielen. Als turbulenter Schüler wurde er des Gymnasiums verwiesen.
Seine berufliche Laufbahn begann er als Fotoretuscheur und Caddie auf einem Golfplatz, die künstlerische Karriere durch die Teilnahme am Salon des Indépendants. Der Filmregisseur und -produzent Marcel L’Herbier sorgte dafür, dass er erstmals als Statist in einem Film mitwirken konnte, versagte ihm jedoch bedeutendere Rollen. Nachdem Marais bei der Aufnahmeprüfung des Konservatoriums gescheitert war, besuchte er die Schauspielkurse von Charles Dullin und bezahlte diese durch seine Tätigkeit als Statist in Dullins Theater.
Im Jahr 1937 fand die erste Begegnung mit dem knapp 25 Jahre älteren Jean Cocteau statt, seinem späteren Mentor und Lebensgefährten, die die große Wende in Jean Marais’ Karriere herbeiführte und eine ebenso lange wie kreative Freundschaft und Zusammenarbeit einleitete. Marais spielte Malcolm in Macbeth und wurde von Jean Cocteau für die Erstaufführungen von Les chevaliers de la table ronde (Die Ritter der Tafelrunde) und Les parents terribles (Die schrecklichen Eltern) engagiert. Die geplante Verfilmung der Schrecklichen Eltern kam infolge der Mobilmachung zunächst nicht zustande. Trotz seiner Homosexualität war Marais zwischen 1944 und 1946 mit der Schauspielerin Mila Parély verheiratet.
Der endgültige Durchbruch gelang Marais durch seine Rollen in Jacques de Baroncellis Film Le pavillon brûle (1941) und der Tristan-und-Isolde-Adaption Der ewige Bann (1943) von Regisseur Jean Delannoy, zu der Jean Cocteau das Drehbuch beisteuerte. Es folgten weitere bedeutende Filme, darunter Es war einmal (1946), Der Doppeladler (1947) Die schrecklichen Eltern (1949) oder Orpheus (1949).
Nachdem er in diesen künstlerisch ambitionierten Filmen bekannt geworden war, trat Marais ab den 1950er Jahren verstärkt in kommerziell ausgerichteten Produktionen auf, in denen er häufig in Liebhaber- und Abenteuerrollen zu sehen war. Sein athletisches Auftreten und sein Aussehen prädestinierten ihn für typische Mantel-und-Degen-Filme wie Der Graf von Monte Christo (1954), Des Königs bester Mann (1958), Ritter der Nacht (1959), Mein Schwert für den König (1960), Fracass, der freche Kavalier (1961), Die eiserne Maske (1962) oder Der Graf mit der eisernen Faust (1962). In diesem Rollenfach galt er jahrelang als idealtypischer Hauptdarsteller. Noch 1973 spielte er im Fernsehmehrteiler Cagliostro mit 60 Jahren eine der für ihn typischen Mantel-und-Degen-Rollen.
Marais trat außerdem in Liebesfilmen wie Rendezvous in Paris (1950), Geliebte um Mitternacht (1953) oder Weiße Margeriten (1956) auf und spielte regelmäßig in Historienfilmen wie Ruy Blas, der Geliebte der Königin (1948), Das Geheimnis von Mayerling (1949), Versailles – Könige und Frauen (1954), Napoleon (1955), Austerlitz – Glanz einer Kaiserkrone (1960), Kaiserliche Hoheit (1961) oder Der Raub der Sabinerinnen (1961). Im Jahr 1960 trat er in Das Testament des Orpheus ein letztes Mal unter der Regie von Jean Cocteau auf, der 1963 starb.

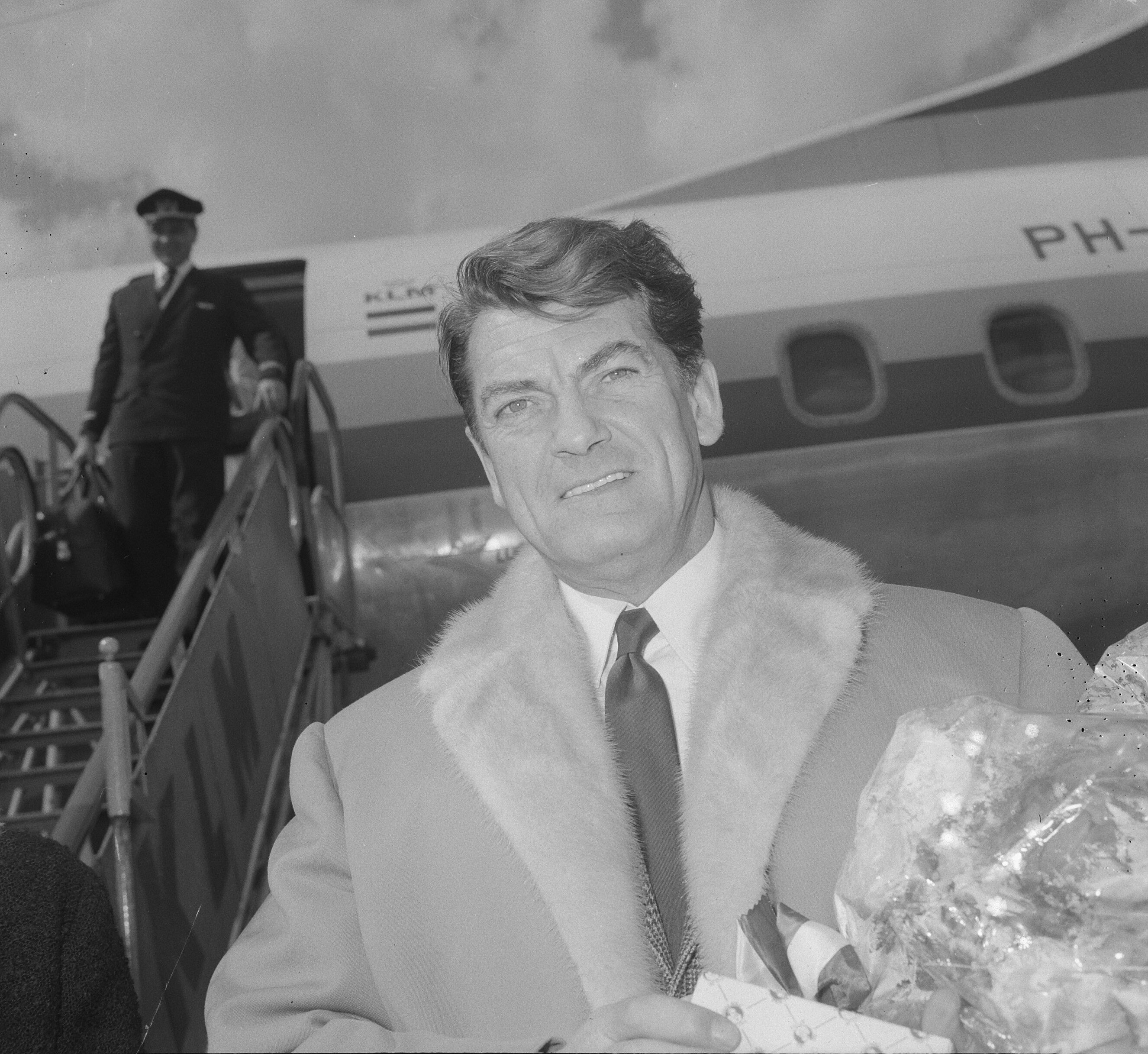
Jean Marais, 1965

In den drei Fantomas-Krimikomödien trat Marais zwischen 1964 und 1967 in einer Doppelrolle auf und spielte, oft unter aufwendigen Masken kaum erkennbar, den Journalisten Fandor und den titelgebenden Superverbrecher Fantomas. Diese aufwendig produzierten Krimikomödien, die sich am Erfolgsrezept der James-Bond-Filme orientierten, wurden allerdings stark von Louis de Funès dominiert, der in der Rolle des Kommissars Juve zur Erheiterung beitrug. Nachdem seine Filmkarriere in den späten 1960er Jahren langsam ausgelaufen war, trat Marais ab den 1970er Jahren regelmäßig in Fernsehfilmen auf.
Jean Marais war dafür bekannt, auch schwierige Stunts selbst auszuführen. In Fantomas steigt er beispielsweise von einem Kranausleger auf eine Strickleiter, die an einem Helikopter hängt, und fliegt davon (dieser Stunt wurde später häufig von Jean-Paul Belmondo variiert). In Cagliostro erkletterte er im Alter von 60 Jahren eine hohe Burgmauer.
Der Schauspieler feierte bis ins hohe Alter Erfolge am Theater. Am Ende seines Lebens wandte er sich verstärkt der Bildhauerei zu. Er schuf unter anderem das Modell für die Bronzefigur Le passe-muraille („Der Mann, der durch die Wand ging“), die am Montmartre in Paris an dem Platz zu sehen ist, der nach Marcel Aymé, dem Autor der gleichnamigen Novelle, benannt ist. Seine letzte Filmrolle übernahm Marais im Jahr 1996 in Gefühl und Verführung von Bernardo Bertolucci.
Der Kettenraucher Jean Marais starb am 8. November 1998 im Alter von 84 Jahren in Cannes an einer Lungenentzündung und wurde in Vallauris (Alpes-Maritimes) beigesetzt.

## Theater (Auswahl)
- William Shakespeare, Macbeth
- Jean Cocteau, Les chevaliers de la table ronde
- Jean Cocteau, Les parents terribles

## Filmografie
- 1933: L’Épervier
- 1933: Dans les rues
- 1933: Étienne
- 1934: L’Aventurier
- 1934: Le Scandale
- 1935: Le Bonheur
- 1936: Die neuen Männer (Les Hommes nouveaux)
- 1936: Nuits de feu
- 1937: Drôle de drame – ein sonderbarer Fall (Drôle de drame)
- 1937: Vertrauensbruch (Abus de confiance)
- 1941: Le Pavillon brûle
- 1942: Reise ohne Hoffnung (Voyage sans espoir)
- 1942: Le Lit à colonnes
- 1943: Carmen
- 1943: Der ewige Bann (L’Éternel retour)
- 1946: Es war einmal (La Belle et la Bête)
- 1946: Ruy Blas – der Geliebte der Königin (Ruy Blas)
- 1946: Les chouans
- 1948: Der Doppeladler (L’Aigle à deux têtes)
- 1948: Treffpunkt Rio (Aux yeux du souvenir)
- 1949: Die schrecklichen Eltern (Les Parents terribles)
- 1949: Orpheus (Orphée)
- 1949: Das Geheimnis von Mayerling (Le Secret de Mayerling)
- 1950: Einmal nur leuchtet die Liebe (Les Miracles n’ont lieu qu’une fois)
- 1950: Rendezvous in Paris (Le Château de verre)
- 1951: Nez de cuir
- 1952: La maison du silence
- 1952: Männer ohne Tränen (La voce del silenzio)
- 1953: Geliebte um Mitternacht (Les Amants de minuit)
- 1953: Im Schlafsaal der großen Mädchen (Dortoir des grandes)
- 1953: Julietta
- 1953: Ruf des Schicksals (L’Appel du destin)
- 1953: Der Arzt und das Mädchen (Le Guérisseur)
- 1954: Der Graf von Monte Christo (Le Comte de Monte-Cristo)
- 1954: Versailles – Könige und Frauen (Si Versailles m’était conté)
- 1955: Reif auf jungen Blüten (Futures vedettes)
- 1955: L’Amour sous l’électrode
- 1955: Napoleon (Napoléon)
- 1956: Der Mann, der die Millionen fand (Toute la ville accuse)
- 1956: Liebe unter heißem Himmel (Goubbiah)
- 1956: Weiße Margeriten (Elena et les hommes)
- 1957: S.O.S. Noronha
- 1957: Taifun über Nagasaki (Typhon sur Nagasaki)
- 1957: Weiße Nächte (Le Notti bianche)
- 1957: Des Königs bester Mann (La Tour, prends garde!)
- 1957: Alchimie der Liebe (L’Amour de poche)
- 1958: Jeder Tag birgt ein Geheimnis (Chaque jour a son secret)
- 1958: Das Leben zu zweit (La Vie à deux)
- 1959: Ritter der Nacht (Le Bossu), auch Der Gejagte
- 1960: Austerlitz – Glanz einer Kaiserkrone (Austerlitz)
- 1960: Mein Schwert für den König (Le capitan)
- 1960: Das Testament des Orpheus (Le Testament d’Orphée)
- 1961: Die Prinzessin von Cleve (La Princesse de Clèves)
- 1961: Im Zeichen der Lilie (Le Miracle des loups)
- 1961: Fracass, der freche Kavalier (Le Capitaine Fracasse)
- 1961: Der Raub der Sabinerinnen (Il ratto delle Sabine)
- 1961: Kaiserliche Hoheit (Napoléon II, l’aiglon)
- 1962: Pontius Pilatus – der Statthalter des Grauens (Ponzio Pilato)
- 1962: Der Graf mit der eisernen Faust (Les Mystères de Paris)
- 1962: Die eiserne Maske (Le Masque de fer)
- 1963: Geheimagent S. schlägt zu (L’Honorable Stanislas, agent secret)
- 1964: Fantomas (Fantômas)
- 1964: Pulverfass und Diamanten (Le Gentleman de Cocody)
- 1964: Monsieur geht fremd (Patate)
- 1965: Fantomas gegen Interpol (Fantômas contre Interpol)
- 1965: Rendezvous der Killer (Pleins feux sur Stanislas)
- 1965: Der Zug zur Hölle (Train d’enfer)
- 1966: Der Lord mit der MP (Le Saint prend l’affût)
- 1967: Fantomas bedroht die Welt (Fantômas contre Scotland Yard)
- 1967: 7 Mann und ein Luder (7 hommes et une garce)
- 1968: Paria (Le Paria)
- 1970: Eselshaut (Peau d’âne)
- 1973: Cagliostro (Fernseh-Mehrteiler)
- 1986: Familienbande (Liens de parente)
- 1992: Ein Fall für die Inselkinder (Les Enfants du naufrageur)
- 1995: Les Misérables
- 1996: Gefühl und Verführung (Stealing Beauty)

## Auszeichnungen
- 1954, 1955, 1956: Bambi in der Kategorie Internationaler Schauspieler (nominiert auch 1948, 1950, 1958, 1960)
- 1993: César d’honneur für sein Lebenswerk